# Kumpusaari (ö i Norra Österbotten, Koillismaa, lat 66,32, long 28,89)
Kumpusaari är en ö i Finland. Den ligger i sjön Särkiperä och i kommunen Kuusamo i den ekonomiska regionen  Koillismaa ekonomiska region  och landskapet Norra Österbotten, i den nordöstra delen av landet, 700 km norr om huvudstaden Helsingfors. Öns area är 3,5 hektar och dess största längd är 480 meter i sydöst-nordvästlig riktning.